# Lysimachia asperulifolia
Lysimachia asperulifolia är en viveväxtart som beskrevs av Jean Louis Marie Poiret. Lysimachia asperulifolia ingår i släktet lysingar, och familjen viveväxter. Inga underarter finns listade i Catalogue of Life.